# Locus Award
De Locus Award of Locus Poll Award is een literatuurprijs die sinds 1971 jaarlijks wordt uitgereikt door het Amerikaanse tijdschrift Locus  voor sciencefiction-, fantasy- en horrorwerken. De Locus Award geldt naast de Hugo Award en de Nebula Award als een van de belangrijkste prijzen in de sciencefiction- en fantasyliteratuur.
De prijs is bedoeld om aanbevelingen te genereren voor de stemmers op de Hugo Award. De winnaars van de Locus Awards werden oorspronkelijk vastgesteld door middel van een stemming onder de lezers van het blad. Later werd dit aangepast zodat iedereen mocht gaan stemmen, waarbij stemmen van Locus-abonnees dubbel gingen tellen.

## Categorieën
- Sciencefiction-roman
- Fantasy-roman (vanaf 1978)
- Horror/Dark fantasy-roman (van 1989 tot 1999 en vanaf 2017)
- Debuutroman (vanaf 1981)
- Young Adult (vanaf 2003)
- Novelle (vanaf 1973)
- Novelette (vanaf 1975)
- Kort verhaal
- Bloemlezing (anthology)
- Verzamelwerk (collection)
- Uitgever
- Tijdschrift
- Kunstenaar (vanaf 1974 - 24 maal Michael Whelan)
- Redacteur (van 1989 tot 2004 - zonder één uitzondering Gardner Dozois)

## Winnaars
Dit overzicht is mogelijk incompleet; u kunt helpen door het uit te breiden.

### Sciencefiction
- 2025  The Man Who Saw Seconds - Alexander Boldizar[1]
- 2024  System Collapse - Martha Wells[2]
- 2023   The Kaiju Preservation Society - John Scalzi
- 2022   A Desolation Called Peace - Arkady Martine
- 2021   Network Effect - Martha Wells
- 2020   The City in the Middle of the Night - Charlie Jane Anders
- 2019   The Calculating Stars - Mary Robinette Kowal
- 2018   The Collapsing Empire - John Scalzi
- 2017   Death's End - Liu Cixin
- 2016   Ancillary Mercy - Ann Leckie
- 2015   Ancillary Sword  - Ann Leckie
- 2014   Abaddon's Gate  - James S.A. Corey
- 2013   Redshirts-  John Scalzi
- 2012   Embassytown - China Miéville
- 2011   Blackout/All Clear - Connie Willis
- 2010   Boneshaker - Cherie Priest
- 2009   Anathem - Neal Stephenson
- 2008   The Yiddish Policemen's Union - Michael Chabon
- 2007   Rainbows End - Vernor Vinge
- 2006   Accelerando - Charles Stross
- 2005   The Baroque Cycle - Neal Stephenson
- 2004   Ilium - Dan Simmons
- 2003 	The Years of Rice and Salt - Kim Stanley Robinson
- 2002 	Passage - Connie Willis
- 2001 	The Telling - Ursula K. Le Guin
- 2000 	Cryptonomicon - Neal Stephenson
- 1999 	To Say Nothing of the Dog - Connie Willis
- 1998 	The Rise of Endymion - Dan Simmons
- 1997 	Blue Mars - Kim Stanley Robinson
- 1996 	The Diamond Age - Neal Stephenson
- 1995 	Mirror Dance - Lois McMaster Bujold
- 1994 	Green Mars - Kim Stanley Robinson
- 1993 	The Doomsday Book - Connie Willis
- 1992 	Barrayar - Lois McMaster Bujold
- 1991 	The Fall of Hyperion - Dan Simmons
- 1990 	Hyperion - Dan Simmons
- 1989 	Cyteen - C.J. Cherryh
- 1988 	The Uplift War - David Brin
- 1987 	Speaker for the Dead - Orson Scott Card
- 1986 	The Postman - David Brin
- 1985 	The Integral Trees - Larry Niven
- 1984 	Startide Rising - David Brin
- 1983 	Foundation's Edge - Isaac Asimov
- 1982 	The Many-Colored Land - Julian May
- 1981 	The Snow Queen - Joan D. Vinge
- 1980 	Titan - John Varley
- 1979 	Dreamsnake - Vonda N. McIntyre
- 1978 	Gateway - Frederik Pohl
- 1977 	Where Late the Sweet Birds Sang - Kate Wilhelm
- 1976 	The Forever War - Joe Haldeman
- 1975 	The Dispossessed - Ursula K. Le Guin
- 1974 	Rendezvous With Rama - Arthur C. Clarke
- 1973 	The Gods Themselves - Isaac Asimov
- 1972 	The Lathe of Heaven - Ursula K. Le Guin
- 1971 	Ringworld - Larry Niven

### Fantasy
- 2023 Babel, or the Necessity of Violence - R. F. Kuang
- 2022 Jade Legacy - Fonda Lee
- 2021 The City We Became - Nora K. Jemisin
- 2020 Middlegame - Seanan McGuire
- 2019 Spinning Silver - Naomi Novik
- 2018 The Stone Sky - Nora K. Jemisin
- 2017 All the Birds in the Sky - Charlie Jane Anders
- 2016 Uprooted - Naomi Novik
- 2015 The Goblin Emperor - Katherine Addison
- 2014 The Ocean at the End of the Lane - Neil Gaiman
- 2013 The Apocalypse Codex - Charles Stross
- 2012 A Dance with Dragons - George R.R. Martin
- 2011 Kraken - China Miéville
- 2010 The City & the City - China Miéville
- 2009 Lavinia - Ursula K. Le Guin
- 2008 Making Money - Terry Pratchett
- 2007 The Privilege of the Sword - Ellen Kushner
- 2006 Anansi Boys - Neil Gaiman
- 2005 Iron Council - China Miéville
- 2004 Paladin of Souls - Lois McMaster Bujold
- 2003 The Scar - China Miéville
- 2002 American Gods - Neil Gaiman
- 2001 Harry Potter and the Prisoner of Azkaban - J.K. Rowling
- 2000 A Storm of Swords - George R.R. Martin
- 1999 A Clash of Kings - George R.R. Martin
- 1998 Earthquake Weather - Tim Powers
- 1997 A Game of Thrones - George R.R. Martin
- 1996 Alvin Journeyman - Orson Scott Card
- 1995 Brittle Innings - Michael Bishop
- 1994 The Innkeeper's Song - Peter S. Beagle
- 1993 Last Call - Tim Powers
- 1992 Beauty - Sheri S. Tepper
- 1991 Tehanu: The Last Book of Earthsea - Ursula Le Guin
- 1990 Prentice Alvin - Orson Scott Card
- 1989 Red Prophet - Orson Scott Card
- 1988 Seventh Son - Orson Scott Card
- 1987 Soldiers of the Mist - Gene Wolfe
- 1986 Trumps of Doom - Roger Zelazny
- 1985 Job: A Comedy of Justice - Robert A. Heinlein
- 1984 The Mists of Avalon - Marion Zimmer Bradley
- 1983 The Sword of the Lictor - Gene Wolfe
- 1982 The Claw of the Conciliator - Gene Wolfe
- 1981 Lord Valentine's Castle - Robert Silverberg
- 1980 Harpist in the Wind - Patricia A. McKillip
- 1979 Geen prijs toegekend
- 1978 The Silmarillion - J.R.R. Tolkien

### Horror / Dark fantasy
- 2023   What Moves the Dead - T. Kingfisher
- 2022   My Heart Is a Chainsaw - Stephen Graham Jones
- 2021   Mexican Gothic - Silvia Moreno-Garcia
- 2020   Black Leopard, Red Wolf - Marlon James
- 2019   The Cabin at the End of the World - Paul G. Tremblay
- 2018   The Changeling - Victor LaValle
- 2017   The Fireman - Joe Hill
- 1999 	Bag of Bones - Stephen King
- 1997 	Desperation - Stephen King
- 1996 	Expiration Date - Tim Powers
- 1995 	Fires of Eden - Dan Simmons
- 1994 	The Golden - Lucius Shepard
- 1993 	Children of the Night - Dan Simmons
- 1992 	Summer of Night - Dan Simmons
- 1991 	The Witching Hour - Anne Rice
- 1990 	Carrion Comfort - Dan Simmons
- 1989 	Those Who Hunt the Night (Immortal Blood) - Barbara Hambly

### Debuutroman
- 2023 	The Mountain in the Sea - Ray Nayler
- 2022 	A Master of Djinn - P. Djèlí Clark
- 2021 	Elatsoe - Darcie Little Badger
- 2020 	Gideon the Ninth - Tamsyn Muir
- 2019 	Trail of Lightning - Rebecca Roanhorse
- 2018 	The Strange Case of the Alchemist's Daughter - Theodora Goss
- 2017 	Ninefox Gambit - Yoon Ha Lee
- 2016 	The Grace of Kings - Ken Liu
- 2015 	The Memory Garden - M. Rickert
- 2014 	Ancillary Justice - Ann Leckie
- 2013 	Throne of the Crescent Moon - Saladin Ahmed
- 2012 	The Night Circus - Erin Morgenstern
- 2011 	The Hundred Thousand Kingdoms - Nora K. Jemisin
- 2010 	The Windup Girl - Paolo Bacigalupi
- 2009 	Singularity's Ring - Paul Melko
- 2008 	Heart-Shaped Box - Joe Hill
- 2007 	Temeraire: In the Service of the King - Naomi Novik[3]
- 2006 	Hammered  - Elizabeth Bear
- 2005 	Jonathan Strange & Mr Norrell - Susanna Clarke
- 2004 	Down and Out in the Magic Kingdom - Cory Doctorow
- 2003 	A Scattering of Jades - Alexander C. Irvine
- 2002 	Kushiel's Dart - Jacqueline Carey
- 2001 	Mars Crossing - Geoffrey A. Landis
- 2000 	The Silk Code - Paul Levinson
- 1999 	Brown Girl in the Ring - Nalo Hopkinson
- 1998 	The Great Wheel - Ian R. MacLeod
- 1997 	Whiteout - Sage Walker (ex aequo)
- 1997 	Reclamation - Sarah Zettel (ex aequo)
- 1996 	The Bohr Maker - Linda Nagata
- 1995 	Gun, with Occasional Music - Jonathan Lethem
- 1994 	Cold Allies - Patricia Anthony
- 1993 	China Mountain Zhang - Maureen F. McHugh
- 1992 	The Cipher - Kathe Koja
- 1991 	In the Country of the Blind - Michael F. Flynn
- 1990 	Orbital Decay - Allen Steele
- 1989 	Desolation Road - Ian McDonald
- 1988 	War for the Oaks - Emma Bull
- 1987 	The Hercules Text - Jack McDevitt
- 1986 	Contact - Carl Sagan
- 1985 	The Wild Shore - Kim Stanley Robinson
- 1984 	Tea with the Black Dragon - R. A. MacAvoy
- 1983 	Courtship Rite - Donald Kingsbury
- 1982 	Starship & Haiku - Somtow Sucharitkul
- 1981 	Dragon's Egg - Robert L. Forward

### Young Adult
- 2023 	Dreams Bigger Than Heartbreak - Charlie Jane Anders
- 2022 	Victories Greater Than Death - Charlie Jane Anders
- 2021 	A Wizard's Guide to Defensive Baking - T. Kingfisher
- 2020 	Dragon Pearl - Yoon Ha Lee
- 2019 	Dread Nation - Justina Ireland
- 2018 	Akata Warrior - Nnedi Okorafor
- 2017 	Revenger - Alastair Reynolds
- 2016 	The Shepherd's Crown - Terry Pratchett
- 2015 	Half a King - Joe Abercrombie
- 2014 	The Girl Who Soared Over Fairyland and Cut the Moon in Two - Catherynne M. Valente
- 2013 	Railsea - China Miéville
- 2012 	The Girl Who Circumnavigated Fairyland in a Ship of Her Own Making - Catherynne M. Valente
- 2011 	Ship Breaker - Paolo Bacigalupi
- 2010 	Leviathan - Scott Westerfeld
- 2009 	The Graveyard Book - Neil Gaiman
- 2008 	Un Lun Dun - China Miéville
- 2007 	Wintersmith - Terry Pratchett
- 2006 	Pay the Piper: A Rock 'N' Roll Fairy Tale - Jane Yolen en Adam Stemple
- 2005 	A Hat Full of Sky - Terry Pratchett
- 2004 	The Wee Free Men - Terry Pratchett
- 2003 	Coraline - Neil Gaiman

### Novelle
- 2023 	A Prayer for the Crown-Shy - Becky Chambers
- 2022 	Fugitive Telemetry - Martha Wells
- 2021 	Ring Shout - P. Djèlí Clark
- 2020 	This Is How You Lose the Time War - Max Gladstone en Amal El-Mohtar
- 2019 	Artificial Condition - Martha Wells
- 2018 	All Systems Red - Martha Wells
- 2017 	Every Heart a Doorway - Seanan McGuire
- 2016 	Slow Bullets - Alastair Reynolds
- 2015 	Yesterday’s Kin - Nancy Kress
- 2014 	Six-Gun Snow White - Catherynne M. Valente
- 2013 	After the Fall, Before the Fall, During the Fall - Nancy Kress
- 2012 	Silently and Very Fast - Catherynne M. Valente
- 2011 	The Lifecycle of Software Objects - Ted Chiang
- 2010 	The Women of Neill Gwynne's - Kage Baker
- 2009 	Pretty Monsters - Kelly Link
- 2008 	After the Siege - Cory Doctorow
- 2007 	Missile Gap - Charles Stross
- 2006 	Magic for Beginners - Kelly Link
- 2005 	Golden City Far - Gene Wolfe
- 2004 	The Cookie Monster - Vernor Vinge
- 2003 	The Tain - China Miéville
- 2002 	The Finder - Ursula Le Guin
- 2001 	Radiant Green Star - Lucius Shepard
- 2000 	Orphans of the Helix - Dan Simmons
- 1999 	Oceanic - Greg Egan
- 1998 	Where Angels Fear to Tread - Allen Steele
- 1997 	Bellwether - Connie Willis
- 1996 	Remake - Connie Willis
- 1995 	Forgiveness Day - Ursula K. Le Guin
- 1994 	Mefisto in Onyx - Harlan Ellison
- 1993 	Barnacle Bill the Spacer - Lucius Shepard
- 1992 	The Gallery of His Dreams - Kristine Kathryn Rusch
- 1991 	A Short, Sharp Shock - Kim Stanley Robinson
- 1990 	The Father of Stones - Lucius Shepard
- 1989 	The Scalehunter's Beautiful Daughter - Lucius Shepard
- 1988 	The Secret Sharer - Robert Silverberg
- 1987 	R&R - Lucius Shepard
- 1986 	The Only Neat Thing to Do - James Tiptree jr.
- 1985 	Press Enter - John Varley
- 1984 	Her Habiline Husband - Michael Bishop
- 1983 	Souls - Joanna Russ
- 1982 	Blue Champagne - John Varley
- 1981 	Nightflyers - George R. R. Martin
- 1980 	Enemy Mine - Barry B. Longyear
- 1979 	The Persistence of Vision - John Varley
- 1978 	Stardance - Spider Robinson en Jeanne Robinson
- 1977 	The Samurai and the Willows - Michael Bishop
- 1976 	The Storms of Windhaven - Lisa Tuttle en George R. R. Martin
- 1975 	Born with the Dead - Robert Silverberg
- 1974 	The Death of Doctor Island - Gene Wolfe
- 1973 	The Gold at the Starbow's End - Frederik Pohl

### Novelette
- 2023 	If You Find Yourself Speaking to God, Address God with the Informal You - John Chu
- 2022 	That Story Isn't the Story - John Wiswell
- 2021 	The Pill - Meg Elison
- 2020 	Omphalos - Ted Chiang
- 2019 	The Only Harmless Great Thing - Brooke Bolander
- 2018 	The Hermit of Houston - Samuel R. Delany
- 2017 	You'll Surely Drown Here If You Stay - Alyssa Wong
- 2016 	Black Dog - Neil Gaiman
- 2015 	Tough Times All Over - Joe Abercrombie
- 2014 	The Sleeper and the Spindle - Neil Gaiman
- 2013 	The Girl-Thing Who Went Out for Sushi - Pat Cadigan
- 2012 	White Lines on a Green Field - Catherynne M. Valente
- 2011 	The Truth Is a Cave in the Black Mountains - Neil Gaiman
- 2010 	By Moonlight - Peter S. Beagle
- 2009 	Pump Six - Paolo Bacigalupi
- 2008 	The Witch's Headstone - Neil Gaiman
- 2007 	When Sysadmins Ruled the Earth - Cory Doctorow
- 2006 	I, Robot - Cory Doctorow
- 2005 	Reports of Certain Events in London - China Miéville
- 2005 	The Faery Handbag - Kelly Link
- 2004 	A Study in Emerald - Neil Gaiman
- 2003 	The Wild Girls - Ursula K. Le Guin
- 2002 	Hell Is the Absence of God - Ted Chiang
- 2001 	The Birthday of the World - Ursula K. Le Guin
- 2000 	Border Guards - Greg Egan
- 2000 	Huddle - Stephen Baxter
- 1999   Taklamakan - Bruce Sterling
- 1999 	The Planck Drive - Greg Egan
- 1998 	Newsletter - Connie Willis
- 1997 	Mountain Ways - Ursula K. Le Guin
- 1996 	When the Old Gods Die - Mike Resnick
- 1995 	The Martian Child - David Gerrold
- 1994 	Death in Bangkok - Dan Simmons
- 1993 	Danny Goes to Mars - Pamela Sargent
- 1992 	All Dracula's Children - Dan Simmons
- 1991 	Entropy's Bed at Midnight - Dan Simmons
- 1990 	Dogwalker - Orson Scott Card
- 1989 	The Function of Dream Sleep - Harlan Ellison
- 1988 	Rachel in Love - Pat Murphy
- 1987 	Thor Meets Captain America - David Brin
- 1986 	Paladin of the Lost Hour - Harlan Ellison
- 1985 	Bloodchild - Octavia E. Butler
- 1984 	The Monkey Treatment - George R. R. Martin
- 1983 	Djinn, No Chaser - Harlan Ellison
- 1982 	Guardians - George R. R. Martin
- 1981 	The Brave Little Toaster - Thomas M. Disch
- 1980 	Sandkings - George R. R. Martin
- 1979 	The Barbie Murders - John Varley
- 1978 	Niet uitgereikt
- 1977 	The Bicentennial Man - Isaac Asimov
- 1976 	The New Atlantis - Ursula K. Le Guin
- 1975 	Adrift Just Off the Islets of Langerhans - Harlan Ellison

### Kort verhaal
- 2023 	Rabbit Test - Samantha Mills
- 2022 	Where Oaken Hearts Do Gather - Sarah Pinsker
- 2021 	Little Free Library - Naomi Kritzer
- 2020 	The Bookstore at the End of America - Charlie Jane Anders
- 2019 	The Secret Lives of the Nine Negro Teeth of George Washington - P. Djèlí Clark
- 2018 	The Martian Obelisk - Linda Nagata
- 2017 	Seasons of Glass and Iron - Amal El-Mohtar
- 2016 	Cat Pictures Please - Naomi Kritzer
- 2015 	The Truth About Owls - Amal El-Mohtar
- 2014 	The Road of Needles - Caitlín R. Kiernan
- 2013 	Immersion - Aliette de Bodard
- 2012 	The Case of Death and Honey - Neil Gaiman
- 2011 	The Thing About Cassandra - Neil Gaiman
- 2010 	An Invocation of Incuriosity - Neil Gaiman
- 2009 	Exhalation - Ted Chiang
- 2008 	A Small Room in Koboldtown - Michael Swanwick
- 2007 	How to Talk to Girls at Parties - Neil Gaiman
- 2006 	Sunbird - Neil Gaiman
- 2005 	Forbidden Brides of the Faceless Slaves in the Nameless House of the Night of Dread Desire - Neil Gaiman
- 2004 	Closing Time - Neil Gaiman
- 2003 	October in the Chair - Neil Gaiman
- 2002 	The Bones of the Earth - Ursula K. Le Guin
- 2001 	The Missing Mass - Larry Niven
- 2000 	macs - Terry Bisson
- 1999 	Maneki Neko - Bruce Sterling
- 1998 	Itsy Bitsy Spider - James Patrick Kelly
- 1997 	Gone - John Crowley
- 1996 	The Lincoln Train - Maureen F. McHugh
- 1995 	None So Blind - Joe Haldeman
- 1994 	Close Encounter - Connie Willis
- 1993 	Even the Queen - Connie Willis
- 1992 	Buffalo - John Kessel
- 1991 	Bears Discover Fire - Terry Bisson
- 1990 	Lost Boys - Orson Scott Card
- 1989 	Eidolons - Harlan Ellison
- 1988 	Angel - Pat Cadigan
- 1987 	Robot Dreams - Isaac Asimov
- 1986 	With Virgil Oddum at the East Pole - Harlan Ellison
- 1985 	Salvador - Lucius Shepard
- 1984 	Beyond the Dead Reef - James Tiptree jr.
- 1983 	Sur - Ursula K. Le Guin
- 1982 	The Pusher - John Varley
- 1981 	Grotto of the Dancing Deer - Clifford D. Simak
- 1980 	The Way of Cross and Dragon - George R. R. Martin
- 1979 	Count the Clock that Tells the Time - Harlan Ellison
- 1978 	Jeffty Is Five - Harlan Ellison
- 1977 	Tricentennial - Joe Haldeman
- 1976 	Croatoan - Harlan Ellison
- 1975 	The Day Before the Revolution - Ursula K. Le Guin
- 1974 	The Deathbird - Harlan Ellison
- 1973 	Basilisk - Harlan Ellison
- 1972 	The Queen of Air and Darkness - Poul Anderson
- 1971 	The Region Between - Harlan Ellison

### Collection
- 2023 	Boys, Beasts & Men - Sam J. Miller
- 2022 	Even Greater Mistakes - Charlie Jane Anders
- 2021 	The Hidden Girl and Other Stories - Ken Liu
- 2020 	Exhalation - Ted Chiang
- 2019 	How Long 'til Black Future Month? - Nora K. Jemisin
- 2018 	Ursula K. Le Guin: The Hainish Novels and Stories - Ursula K. Le Guin
- 2017 	The Paper Menagerie and Other Stories - Ken Liu
- 2016 	Trigger Warning: Short Fictions and Disturbances - Neil Gaiman
- 2015 	Last Plane to Heaven - Jay Lake
- 2014 	The Best of Connie Willis - Connie Willis
- 2013 	Shoggoths in Bloom - Elizabeth Bear
- 2012 	The Bible Repairman and Other Storie - Tim Powers
- 2011 	Selected Stories - Fritz Leiber
- 2010 	The Best of Gene Wolfe - Gene Wolfe
- 2009 	Pump Six and Other Stories - Paolo Bacigalupi
- 2008 	The Winds of Marble Arch and Other Stories - Connie Willis
- 2007 	Fragile Things - Neil Gaiman
- 2006 	Magic for Beginners - Kelly Link
- 2005 	The John Varley Reader - John Varley
- 2004 	Changing Planes - Ursula K. Le Guin
- 2003 	Stories of Your Life and Others - Ted Chiang
- 2002 	Tales from Earthsea - Ursula K. Le Guin
- 2001 	Tales of Old Earth - Michael Swanwick
- 2000 	The Martians - Kim Stanley Robinson
- 1999 	The Avram Davidson Treasury - Avram Davidson
- 1998 	Slippage - Harlan Ellison
- 1997 	None So Blind - Joe Haldeman
- 1996 	Four Ways to Forgiveness - Ursula K. Le Guin
- 1995 	Otherness - David Brin
- 1994 	Impossible Things - Connie Willis
- 1993 	The Collected Stories of Robert Silverberg, Volume 1: Secret Sharers - Robert Silverberg
- 1992 	Night of the Cooters: More Neat Stories - Howard Waldrop
- 1991 	Maps in a Mirror: The Short Fiction of Orson Scott Card - Orson Scott Card
- 1990 	Patterns - Pat Cadigan
- 1989 	Angry Candy - Harlan Ellison
- 1988 	The Jaguar Hunter - Lucius Shepard
- 1987 	Blue Champagne - John Varley
- 1986 	Skeleton Crew, - Stephen King
- 1985 	The Ghost Light - Fritz Leiber
- 1984 	Unicorn Variations - Roger Zelazny
- 1983 	The Compass Rose - Ursula K. Le Guin
- 1982 	Sandkings - George R. R. Martin
- 1981 	The Barbie Murders - John Varley
- 1980 	Convergent Series - Larry Niven
- 1979 	The Persistence of Vision - John Varley
- 1977 	A Song for Lya and Other Storie - George R. R. Martin
- 1976 	The Wind's Twelve Quarters - Ursula K. Le Guin
- 1975 	The Best of Fritz Leiber - Fritz Leiber